# Liste du patrimoine culturel immatériel de l'humanité aux Samoa
Cet article recense les pratiques inscrites au patrimoine culturel immatériel aux Samoa.

## Statistiques
Les Samoa ratifient la convention pour la sauvegarde du patrimoine culturel immatériel le 13 novembre 2013. La première pratique protégée est inscrite en 2019.
En 2019, les Samoa comptent un élément inscrit au patrimoine culturel immatériel, sur la liste représentative.

## Listes

### Liste représentative
L'élément suivant est inscrit sur la liste représentative du patrimoine culturel immatériel de l'humanité :
| Élément                                              | Type                                         | Subdivision | Année | Lien  | Notes | Illus. |
| ---------------------------------------------------- | -------------------------------------------- | ----------- | ----- | ----- | ----- | ------ |
| Le ‘ie Samoa, ou natte fine, et sa valeur culturelle | Savoir-faire liés à l’artisanat traditionnel |             | 2019  | 01499 |       |        |

### Patrimoine immatériel nécessitant une sauvegarde urgente
Les Samoa ne comptent aucun élément sur la liste du patrimoine immatériel nécessitant une sauvegarde urgente.

### Registre des meilleures pratiques de sauvegarde
Les Samoa ne comptent aucune pratique listée au registre des meilleures pratiques de sauvegarde.